# Powiat szamotulski
Powiat szamotulski – powiat w Polsce (województwo wielkopolskie), przywrócony w 1999 roku w ramach reformy administracyjnej. Jego siedzibą jest miasto Szamotuły.
Według danych z 31 grudnia 2022 roku powiat zamieszkiwały 91 662 osoby.

## Położenie geograficzne
Powiat szamotulski (gminy i miasta: Duszniki, Kaźmierz, Obrzycko, Ostroróg, Pniewy, Szamotuły, Wronki) położony jest na północny zachód od Poznania, w odległości od 24 do 64 km od stolicy Wielkopolski. Zajmuje obszar 1117 km². Najdalej na północ wysuniętym osiedlem w powiecie jest Dębogóra (gm. Wronki), na południu – Zalesie (gm. Duszniki), na wschodzie – Przecław (gm. Szamotuły), a na zachodzie – Szostaki (gm. Wronki). Granica północna od południowej oddalona jest o 43,5 km, natomiast wschodnia od zachodniej o 37 km.
Powiat szamotulski leży w dorzeczu dolnej Warty, w północno-zachodniej części województwa wielkopolskiego, na Wysoczyźnie Poznańskiej, w jej części zwanej Równiną Szamotulską (75–110 m n.p.m.). Tereny położone na północ od Warty stanowią fragment Kotliny Gorzowskiej, będącej jednym z mezoregionów Pojezierza Zachodniopomorskiego. Obejmują one dolinę Warty oraz jej środkową i wydmową trasę, wznoszącą się od 50 do 75 m n.p.m. Znacznie większa część południowa powiatu wchodzi w skład Pojezierza Wielkopolskiego, ściślej – Pojezierza Poznańskiego.
Obszar powiatu szamotulskiego, na odcinku od Gaju Wielkiego do Pniew, przecina droga krajowa nr 92 z Warszawy do Berlina. Południowym skrajem powiatu, oddzielając Zalesie od pobliskiego Sędzinka, przebiega także autostrada A2 z Berlina do Warszawy. Ważne znaczenie dla ruchu komunikacyjnego regionu mają drogi z Szamotuł do Poznania, z Pniew przez Szamotuły do Obornik oraz z Szamotuł przez Obrzycko do Czarnkowa. W ruchu lokalnym istotną rolę odgrywają także drogi z Pniew do Wronek i Sierakowa, z Ostroroga do Dusznik i Buku, jak również z Szamotuł przez Kaźmierz do Buku.
Z południowego wschodu na północny zachód przecina powiat szamotulski ważna linia kolejowa Poznań – Szczecin, do której na tym terenie dochodzą 3 linie lokalne: Rokietnica – Kaźmierz – Pniewy – Międzychód, Szamotuły – Ostroróg – Sieraków – Międzychód oraz Wronki – Obrzycko – Oborniki. Wszystkie linie lokalne są nieczynne. Na północy powiat szamotulski graniczy z powiatem czarnkowsko-trzcianeckim, na południu – z nowotomyskim, na zachodzie – z międzychodzkim, a na wschodzie – z obornickim i poznańskim.

## Podział administracyjny
W skład powiatu wchodzą:
- gminy miejskie: Obrzycko
- gminy miejsko-wiejskie: Ostroróg, Pniewy, Szamotuły, Wronki
- gminy wiejskie: Duszniki, Kaźmierz, Obrzycko
- miasta: Obrzycko, Ostroróg, Pniewy, Szamotuły, Wronki

| Gmina     | Herb | Typ | Ludność | Powierzchnia (km²) | Gęstość zaludnienia (os./km²) | Liczba sołectw | Liczba wsi |
| --------- | ---- | --- | ------- | ------------------ | ----------------------------- | -------------- | ---------- |
| Szamotuły |      | M-W | 28 899  | 175,07             | 165                           | 25             | 34         |
| Wronki    |      | M-W | 18 741  | 302,07             | 64                            | 22             | 47         |
| Pniewy    |      | M-W | 12 166  | 158,57             | 76,7                          | 21             | 34         |
| Duszniki  |      | W   | 8338    | 156,28             | 53                            | 17             | 20         |
| Kaźmierz  |      | W   | 7472    | 128,2              | 58                            | 18             | 29         |
| Ostroróg  |      | M-W | 4859    | 84,99              | 57                            | 12             | 15         |
| Obrzycko  |      | W   | 4381    | 110,65             | 39,6                          | 11             | 22         |
| Obrzycko  |      | M   | 2202    | 3,74               | 589                           |                |            |
| Powiat    |      |     | 87058   | 1119,55            | 77,8                          | 126            | 201        |

## Demografia

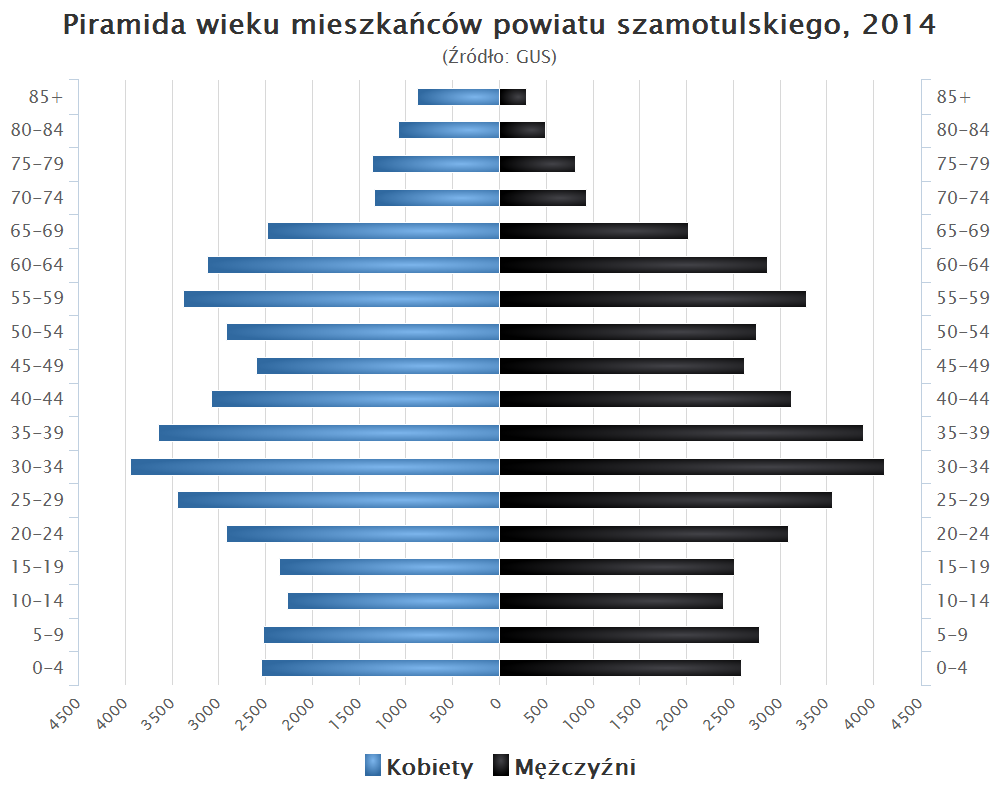
Piramida wieku mieszkańców powiatu szamotulskiego w 2014 roku

Liczba ludności (dane z 30 czerwca 2009):
|        | Ogółem | Ogółem | Kobiety | Kobiety | Mężczyźni | Mężczyźni |
| osób   | %      | osób   | %       | osób    | %         |           |
| ------ | ------ | ------ | ------- | ------- | --------- | --------- |
| Ogółem | 87 058 | 100    | 44 582  | 51,21   | 42 476    | 48,79     |
| Miasto | 42 244 | 48,52  | 22 043  | 25,32   | 20 201    | 23,20     |
| Wieś   | 44 814 | 51,48  | 22 539  | 25,89   | 22 275    | 25,59     |

▶Wieś vs ▶miasto
Ogółem (▶k, ▶m)
Miasto (▶k, ▶m)
Wieś (▶k, ▶m)

## Gospodarka
W końcu września 2019 liczba zarejestrowanych bezrobotnych w powiecie szamotulskim obejmowała ok. 1 tys. mieszkańców, co stanowi stopę bezrobocia na poziomie 2,7% do aktywnych zawodowo.

## Turystyka
Uwarunkowania przyrodnicze powiatu szamotulskiego sprzyjają rozwojowi turystyki. Na tych terenach znajdują się: Lasy Puszczy Noteckiej, 14 jezior polodowcowych, 8 rezerwatów i 96 pomników przyrody. Aktywna forma wypoczynku może być realizowana na 9 szlakach pieszych, 4 szlakach rowerowych oraz na szlakach kajakowych. Można także podążać ścieżkami dydaktycznymi w nadleśnictwach Daniele oraz nadleśnictwie Dąbrowa. Turyści mogą skorzystać z wypożyczalni sprzętu pływającego znajdującego się na oznaczonych plażach pobliskich jezior. Przez powiat szamotulski przebiegają m.in. Europejski Szlak Cysterski, Transwielkopolska Trasa Rowerowa oraz Europejski Dalekobieżny Szlak Pieszy E-11. W tym regionie znajdują się liczne gospodarstwa agroturystyczne, pola campingowe i pola namiotowe.
Warte uwagi okoliczne zabytki historii to m.in. Muzeum Regionalne we Wronkach, Powozownia Wielkopolska w Pniewach, Muzeum Regionalne w Grzebienisku i Muzeum Archeologii w Szamotułach. Szczególnie istotnym historycznie miejscem jest Zamek Górków w Szamotułach, w którym znajduje się muzeum posiadające jeden z największych w Polsce zbiór eksponatów sztuki cerkiewnej.